# Romanski jezici
Romanski jezici (Privatni kod: roma; također poznati i kao novolatinski jezici) su podskupina italskih jezika, posebno onih koji su se razvili iz narječja latinskog jezika, odnosno tzv. "vulgarnog latinskog". Latina vulgata, kojim su, nakon raspada Rimskog Carstva, govorili obični ljudi na prostoru današnje Italije, Portugala, Španjolske, Francuske, Rumunjske.
Podjela romanskih jezika na izričite skupine je malo teža, jer postoje „prijelazni” oblici, odnosno narječja i jezici koji predstavljaju prijelaze iz jedne skupine u drugu, odnosno pokazuju obilježja više skupina.

## Skupine
Romanski jezici se dijele na tri skupine s 47 jezika, danas je 43 jezik na popisu viz.:
A) Istočnoromanski jezici [erom]. Danas 4 jezika,viz.:
a1) istrorumunjski jezik (500 do 1.000 osoba)
a2) rumunjski jezik (27 milijuna)
a3) aromunski jezik/vlaški jezik (preko 300) u Grčkoj, Makedoniji, Albaniji, Srbiji.
a4) meglenski jezik (5.000 u svim zemljama)
B) Južnoromanski jezici  [srom] (5) jezike
b1) Korzički jezici (1 jezik)
a) Korzički jezik, 402,000 u svim zemljama.
b2)Sardinski jezici (4 jezika; 300.000): 
a) kampidanski jezik (kampidaneški),  345,180 (2000 WCD), južna Sardinija.
b) galurski jezik, nepoznat broj govornika
c) logudorski jezik (logudoreški), 1,500,000 (1977 M. Ibba, Rutgers University). Središnja Sardinija.
d) sasarski jezik, nepoznat broj
C) Zapadnoitalski jezici [itwe]. 33 jezika. Na zapadne i Italo-dalmatski.
c1) Italo-dalmatski jezici. 5 jezika:
a) dalmatski jezik † izumrli jezik koji se govorio na jadranskoj obali u Hrvatskoj i Albaniji.
a1. krčkoromanski dijalekt (izumrli jezik) Posljednji govornik bio je Tuone Udaina koji je živio na otoku Krku, a umro je 1898.
b) istriotski jezik. 1,000 govornika (2000 Salminen).
c) talijanski jezik (61 milijun u svim državama)
d) Sicilijanski jezik. 4,832,520 (2000 WCD).
e) Judeotalijanski jezik. 200.
f) napolitansko-kalabrijski jezik. 7,047,399 (1976).
c2) Zapadnoromanski jezici. Od 28 jezika, grana se na galoibersku i pirenejsko-mozarapsku. 
a) Galoiberski jezici. 27 jezika
a1. Galoromanski jezici (15 jezika)
a. Galoitalski jezici: (6) jezika:
a1.) emilijano-romanjolo od 16. siječnja 2009. podijeljen na dva jezika emilijanski i romanjolski, a stari identifikator eml je povučen
a2) ligurski jezik,
a3)lombardski jezik,
a4) pijemonteze (pijemontski jezik),
a5) venecijanski jezik.
b. Galo-retijski jezici. 9 jezika
b1. oilski jezici (6) jezika
a. francuski jezici (5):
1.francuski jezik (82 milijuna):
2) judeofrancuski jezik,
3) kajunski jezik (jezik Kajuna iz Louisiane),
4) pikardijski jezik,
5) valonski jezik.
b.Jugoistočni oilski (1):
1.) frankoprovansalski jezik
b2. retoromanski jezici /Retijski jezici/ 3 jezika: 66.000 govornika: 
1) ladinski jezik,
2) furlanski jezik,
3) romanš.
a2. Iberoromanski jezici  (12) jezika: 
a) istočnoiberski jezici. (1) jezik.
1) katalonski jezik (4,000,000; 1994), kao materinski, plus 5,000,000 kao drugi jezik. 6,000,000 etničkih Katalonaca živi u Španjolskoj, uključujući Valencijce.
b) oc jezici (2) jezika:
b1. Okcitanski (provansalski): overnjanski dijalekt, u Auvergne, Francuska; gaskonjski dijalekt, jezik Gaskonjaca, 250,000 u svim državama. Ima više pod-dijalekata; limuzinski dijalekt, u provinciji Limousin, Francuska; langedoški dijalekt, u provinciji Languedoc; provansalski dijalekt, 354,500 u svim zemljama
b2. shuadit ili judeoprovansalski.
c) zapadnoiberski jezici, 9 jezika
c1. asturleonski jezik (2):
1) asturski jezik, 100,000 kao prvi jezik  (materinski) i 450,000 kao drugi (1994). Ima 550,000 etničkih Asturaca.
2) mirandski jezik, Govori ga 10,000 Mirandeza(1995), malena etnička manjina, čije je glavno gradsko središte Miranda u Portugalu.
c2. kastiljski jezici (4):
1) estremadurski jezik, jezik Estremaduraca, 200,000 (1994) aktivnih govornika.
2) judeošpanjolski jezik ili ladino.
3) španjolski jezik ili kastiljski, 266,000,000 u svim zemljama (1987); 352,000 uključujući pripadnike raznih naroda kojima nije materinski.
4) loreto-ucayali španjolski
c3. portugalsko-galicijski jezici (3):
1) fala
2) galicijski jezik, 4 milijuna u svim državama. Jezik je Galjega
3) portugalski jezik 170,000,000 u svim zemljama (1995)
b) Pirenejsko-mozarapski jezici (2) jezika
1) aragonski jezik, 11,000 aktivnih govornika (1993 Consello d'a Fabla Aragonesa). 2,000,000 u etničkoj grupi.
2) mozarapski jezik, izumro, koristi se u liturgijske svrhe. Govorili su ga kršćani za vrijeme maurske okupacije Španjolske.

## Vanjske poveznice
- Ethnologue (14th)
- Ethnologue (15th)
- Ethnologue (16th)
- Tree for Romance[neaktivna poveznica]